# Brigitte Lämmle
Brigitte Lämmle-Sohler (* 1946) ist eine deutsche Fernsehpsychologin und Familientherapeutin.

## Leben
Brigitte Lämmle absolvierte nach dem Studium der Psychologie eine Ausbildung zur Familientherapeutin. Ab 1971 arbeitete sie zunächst in der Zeitungsbranche, dann auch für den Rundfunk. Von 1971 bis 1975 war Lämmle Mitglied im Dr.-Sommer-Team der Jugendzeitschrift Bravo. Daneben arbeitete sie als Familientherapeutin und ließ sich zur Lehrtherapeutin weiterbilden.
Beim damaligen Hörfunksender SWF3 co-moderierte sie die Sendung Kennwort, in der Hörer anrufen und Rat suchen konnten. Ab 1994 wurde diese Sendung im Fernsehen ausgestrahlt. Von 1996 bis 2004 wurde dieses Format als Lämmle live im SWR-Fernsehen fortgesetzt. 2004 wurde die Sendung eingestellt. Im Anschluss war Lämmle 2004 bis 2009 in der Sendung Nachtgespräche auf Bayern 2 tätig.
Sie leitet zahlreiche Seminare zur Weiterbildung im systemisch-therapeutischen Bereich.
Lämmle ist verheiratet und hat zwei Kinder.

## Werke
- Erklär mir deine Welt. Das Geheimnis der Gesprächsführung. Bastei Lübbe, Bergisch Gladbach 2004.
- Erklär mir deine Welt: Therapeutische Gespräche und ihre Grundlagen. Hoffmann und Campe, Hamburg 2002.
- Familienbande. Ein Bund für's Leben. Wie man es schafft, zusammen stark zu sein. Goldmann, München 1999.
- mit Rolf Reinlaßöder und Nikolai Vialkowitsch: Lämmle live: Psycho-logisch! 10 Grundfragen aus Therapie und Lebenshilfe. Carl Auer, 1999, ISBN 3-89670-091-X.
- FamilienBande: So gewinnen Sie Raum für lebendige Partnerschaft, glückliche Familie, gesunde Beziehungen. Mosaik, München 1995.
- mit Martina Andras: Selten klappt’s beim ersten Mann. Südwest, München 1995.
- mit Gabriele Ring: Gefühlssachen, 100 Fragen und Antworten. Egmont Schneider, Köln 1994.
- mit Barbara Schmidt: Lieb mich, Baby. Mosaik, München 1991.